# Sedelnikovo (oblast Omsk)
Sedelnikovo (Russisch: Седельниково) is een plaats (selo) aan de rivier de Oej (zijrivier van de Irtysj) in het noordoosten van de Russische oblast Omsk, in het zuiden van West-Siberië. Het vormt het bestuurlijk centrum van het gelijknamige gemeentelijke district Sedelnikovski. De plaats ligt op enige honderden kilometers ten noorden van Omsk en telde 5.055 inwoners in 2002 tegen 5.132 in 1989.
De plaats werd opgericht in 1785 door twee broers met de achternaam Sedelnikov. Zij en hun gezinnen waren afkomstig uit het dorpje Ostrovnoj, dat ook aan de Oej lag. Het dorp stond lange tijd bekend als erg welvarend, waardoor vele migranten uit andere delen van het Russische Rijk er neerstreken, zoals uit Oekraïne, Wit-Rusland en Estland.
In de plaats wordt begin 21e eeuw flink gebouwd. In 2007 werd er een sportcomplex geopend en kort daarvoor kwamen twee microdistricten gereed in de plaats. Andere voorzieningen zijn in aanbouw.
Bij de plaats ligt een strafkolonie, waar sinds 1997 ook Duitse agressieve recidivisten worden gehuisvest.